# Ráví
Ráví (hindsky रावी, Rāvī, paňdžábsky ਰਾਵੀ, Rāvī, urdsky راوی, Rāvī, anglicky Ravi River) je řeka v Indii (státy Himáčalpradéš, Džammú a Kašmír, Paňdžáb) a v Pákistánu (Paňdžáb). Je 725 km dlouhá.

## Průběh toku
Pramení na jihovýchodních výběžcích hřbetu Pír Pandžál. Vytéká z jezera Manimahéš pod stejnojmennou horou v nadmořské výšce asi 4000 m. Na horním toku teče v hluboké dolině. Poté proráží hřbet Dhaoladhar a až k ústí protéká Paňdžábem. Je to levý přítok řeky Čanáb (povodí Indu).

## Vodní stav
Vysoký vodní stav je v létě při monzunových deštích.

## Využití
Využívá se na zavlažování, na něž se rozebírá přibližně jedna třetina letního průtoku. Od řeky vedou četné zavlažovací kanály, do nichž je odtok regulovaný přehradními nádržemi (Madhopur, Ballom, Sidhnai). Na řece leží město Láhaur (Pákistán).